# 国道P-1号線 (エリトリア)

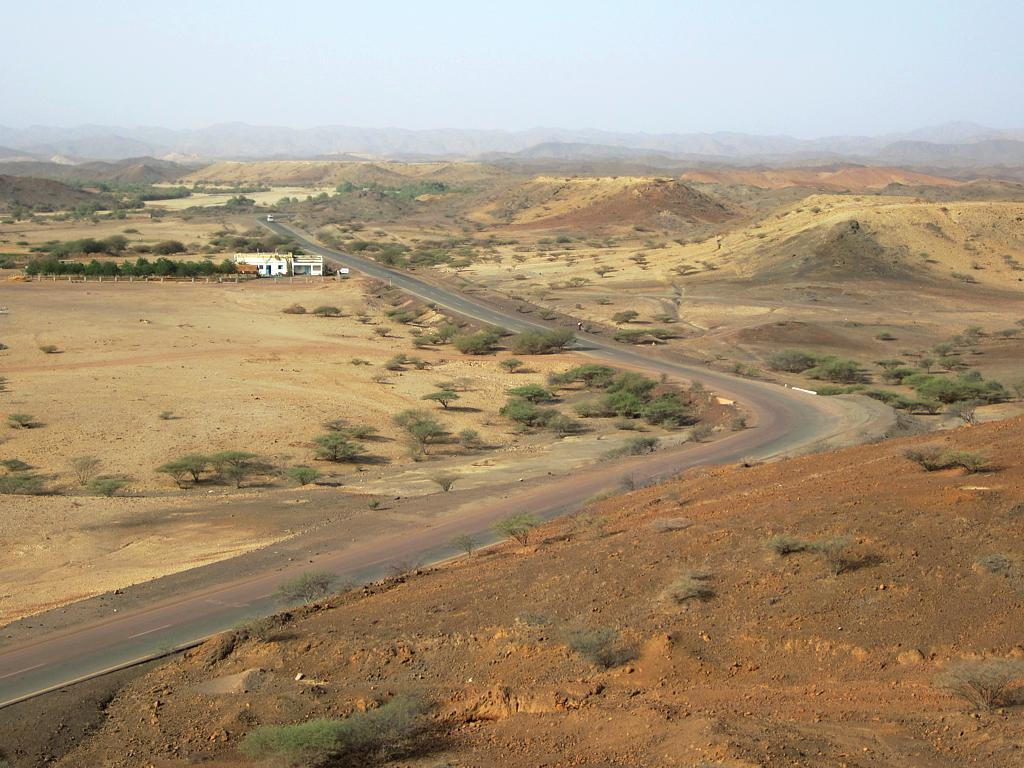
May At'al付近の国道P-1号線

国道P-1号線（こくどうぴーいちごうせん、英語: P-1）とは、エリトリアの第1級国道。

## 概要
国道P-1号線は、アスマラからデケムハレまで一旦南下した後北上し、ギンダを経由しマッサワに至っている。アスファルトで舗装がなされている。アスマラから放射状に伸びる国道群のひとつで、東のマッサワに至る舗装道路。他に北方のケレンに向かう国道P-2号線、東南のセナフェに至る国道P-3号線、南のマレブ川（エチオピア国境）に至る国道P-4号線が存在する。